# Helichrysum arnicoides
Helichrysum arnicoides là một loài thực vật có hoa trong họ Cúc. Loài này được Cordem. mô tả khoa học đầu tiên.